# John O’Neil (Rugbyspieler)
John Thomas O’Neil (* 4. Oktober 1898 in Faulkton, South Dakota; † 25. März 1950 in Los Angeles, Kalifornien) war ein US-amerikanischer Rugby-Union-Spieler. Der 1,77 m große Erste-Reihe-Stürmer wurde mit US-Auswahl Doppelolympiasieger der Jahre 1920 und 1924.
O’Neil entstammte einer wohlhabenden texanischen Familie aus der Erdöl-Branche; als Student der Santa Clara University kam er mit dem Rugby in Berührung. Er gehörte zum Team von Santa Clara, dass 1915–17 das kalifornische Rugby besiegte und nach zehn Siegen in Folge gegen die UC Berkeley 1916 Meister wurde. Neben O’Neil stellte das Santa-Clara-Team dieser Jahre 1920 vier und 1924 zwei weitere US-Rugby-Olympiasieger. Er war wichtiger Organisator und Finanziee beider US-Tourneen zu den Olympischen Spielen und kam bei allen Spielen der Eagles bei Olympia sowie beim einzigen weiteren Test der US-Auswahl bei den beiden Europatouren im Oktober 1920 gegen Frankreich zum Einsatz. Im Endspiel des olympischen Wettbewerbs 1924, ebenfalls gegen Frankreich, brach bei O’Neil durch einen Tritt in den Bauch eine relativ frische Blinddarmnarbe auf, wegen der fehlenden Möglichkeit ihn durch einen anderen Spieler zu ersetzen spielte er die Begegnung jedoch noch zu Ende.
O’Neil arbeitete im Familien-Erdöl-Geschäft. Mit seinem Bruder Louis gehörte er zu den ersten Investoren des Cat-Creek-Ölfeldes im Petroleum County, Montana. 1926 verkauften sie ihre dortigen Investitionen für 5 Millionen USD an die California Oil Company. Ab 1924 betrieb er bei Sunburst, Montana eine Erdölraffinerie.